# Zorocrates huatusco
Zorocrates huatusco is een spinnensoort uit de familie Zoropsidae. De soort komt voor in Mexico. 